# Troleibuzele din Cluj-Napoca
Rețeaua de troleibuz din Cluj-Napoca asigură transportul electric din oraș alături de tramvai. Rețeaua a fost inaugurată în 7 noiembrie 1959 și funcționează în septembrie 2023 cu 14 linii:(12 de zi si 2 de noapte cu indicativul N) 
- 1: Str. Bucium - Piața 1 Mai
- 2: Str. Izlazului - Gară
- 3: Str. Unirii - Gară
- 4: Str. Aurel Vlaicu - Gară
- 4N: Str. Aurel Vlaicu - Gară (traseu de noapte) (suspendat)
- 5: Gară - Str. Traian Vuia (via Aeroport)
- 5N: Gară - Str. Traian Vuia (via Aeroport)(traseu de noapte)
- 6: Str. Bucium - Str. Aurel Vlaicu
- 7: Str. Izlazului - Str. Aurel Vlaicu
- 8: Piața Mihai Viteazul - Str. Traian Vuia (via Aeroport)
- 10: Str. Unirii - Bd. Muncii
- 14: Str. Izlazului - Piața Mărăști - Bd. Muncii
- 23: Piața Mihai Viteazul - Str. Paris - Bd. Muncii
- 25: Str. Unirii - Bd. N. Titulescu - Str. Bucium - Bd. 21 decembrie 1989 - Iulius Mall - Str. Unirii
- 25N: Str. Unirii - Bd. N. Titulescu - Bd. 21 decembrie 1989 - Str. Bucium - Bd. 21 decembrie 1989 - Piata Cipariu - Bd. Nicolae Titulescu - Str. Unirii (traseu de noapte)

## Istoric
Prima propunere pentru o linie de troleibuz în Cluj datează din 1936, urmată în 1957 de o altă propunere pentru două linii. Pe 7 noiembrie 1959 sunt inaugurați 5,6 km de rețea (actuala linie 4) folosind 6 troleibuze TV2E. În 1960 se ajunsese la 20 de troleibuze de acest tip, iar în decembrie a fost lansată actuala linie 1, pe o lungime de 7 km. Până în 1967 se ajunsese la 36 km de cale de rulare și la 90 de troleibuze. Din anii 1970 troleibuzele TV2E au fost înlocuite treptat cu modelele TV20E și DAC 112E.
Între 1985 și 1987, datorită lipsei produselor petroliere, rețeaua a cunoscut o nouă perioadă de dezvoltare, fiind deschis un al doilea depou în cartierul Gheorghieni. După 1989 o parte din rute au fost închise, dar rețeaua rămânea, în 2004, a doua cea mai mare din România.

## Flotă
Achizitia de troleibuze a început în anul 2004, când Astra Bus a câştigat licitația pentru 27 de troleibuze de 12M, model Irisbus Agora. Numere de Parc 150-176.
În 2011, 15 autobuze Renault Agora L au fost transformate în troleibuze. 
Numere de parc:002,003,004,006,009,010,013,014,014,
016,017,025,026,030,033.
Tot în 2011, au mai fost achiziționate de la Astra Bus şi 10 troleibuze Irisbus Citelis de 12M, foarte asemănătoare cu cele din București. Numere de Parc:177-186.
Mai departe, între 2013 şi 2014 au mai sosit si 10 troleibuze Astra-Irisbus Citelis 18M (T). Sunt echipate tot de Astra Bus. Numere De Parc:187-196.
În 2016 a sosit primul troleibuz Astra- Iveco Town 118. Au fost livrate 20 de unități până în 2017, echipate tot de Astra Bus. Numere De Parc 101-120.
Din februarie 2020, 50 de troleibuze de la Solaris Bus & Coach ies pe străzile din oraș. Ele au o capacitate de 142 de persoane, inclusiv 43 pe scaune. Motorul este produs de Skoda Electric și are o putere de 250kW4. Vehiculele sunt echipate cu baterii litiu-ion care le oferă capabilitatea de a opera în cazuri de urgență (pane de curent, avarii, blocaj rutier etc.). Numere De Parc:301-350
Tot în 2020, în paralel cu venirea Solarisurilor au fost retrase cele 27 de troleibuze Astra-Irisbus Agora, cele 15 troleibuze modernizate din autobuze şi cele 10 Irisbus Citelis 12M. Totuşi, în aprilie 2023 a început reactivarea troleelor Citelis, până în sept. 2023 fiind active 5 din cele 10 care circulă pe liniile 2,4,10 şi în weekend şi pe 3 şi 5. Urmează ca restul de 5 troleibuze Irisbus Citelis să fie şi ele reactivate din nou, în timp ce celelalte vor fi casate sau donate către Ucraina după finalizarea războiului.

## Galerie de imagini

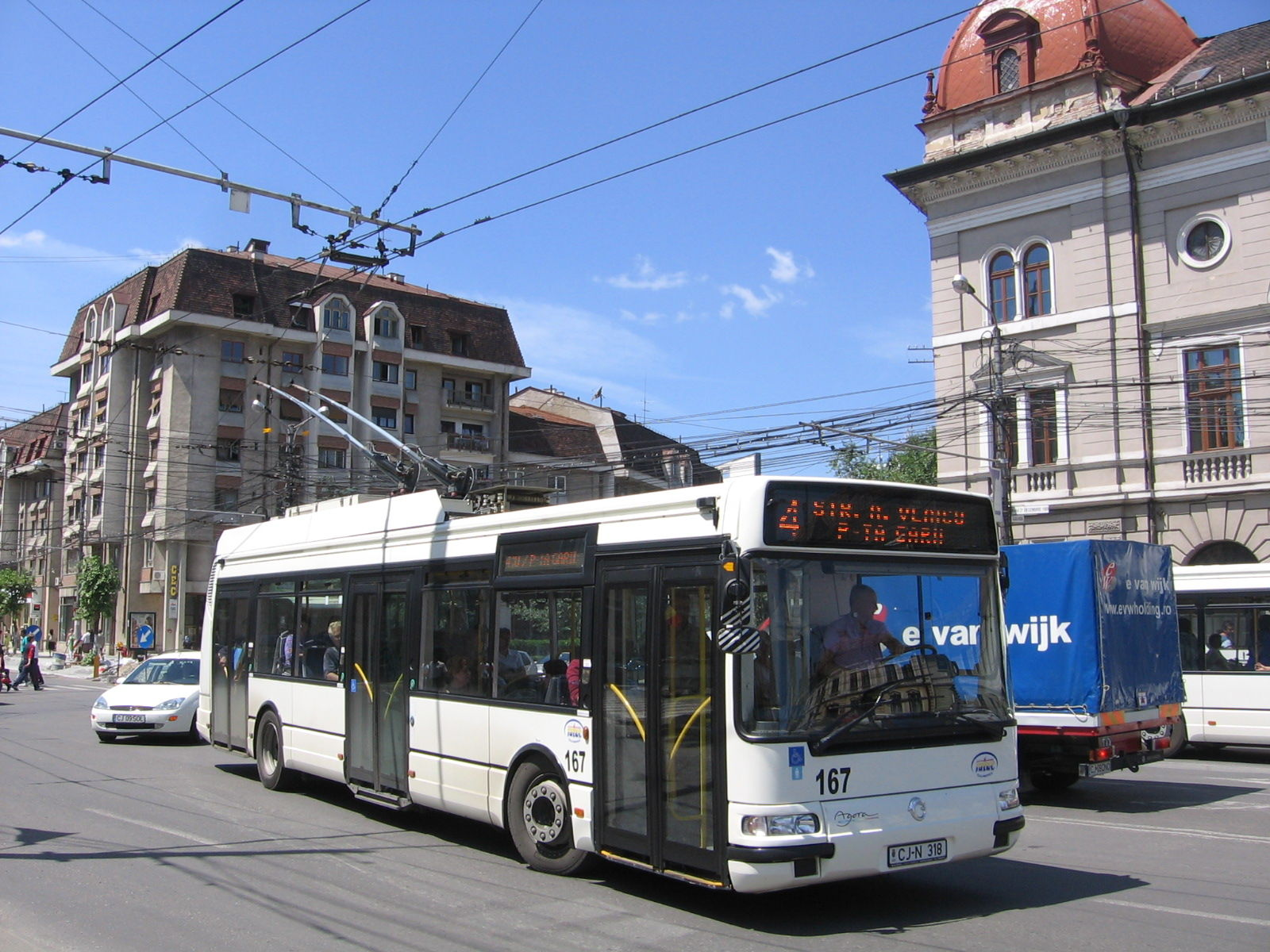
Troleibuz Irisbus Agora
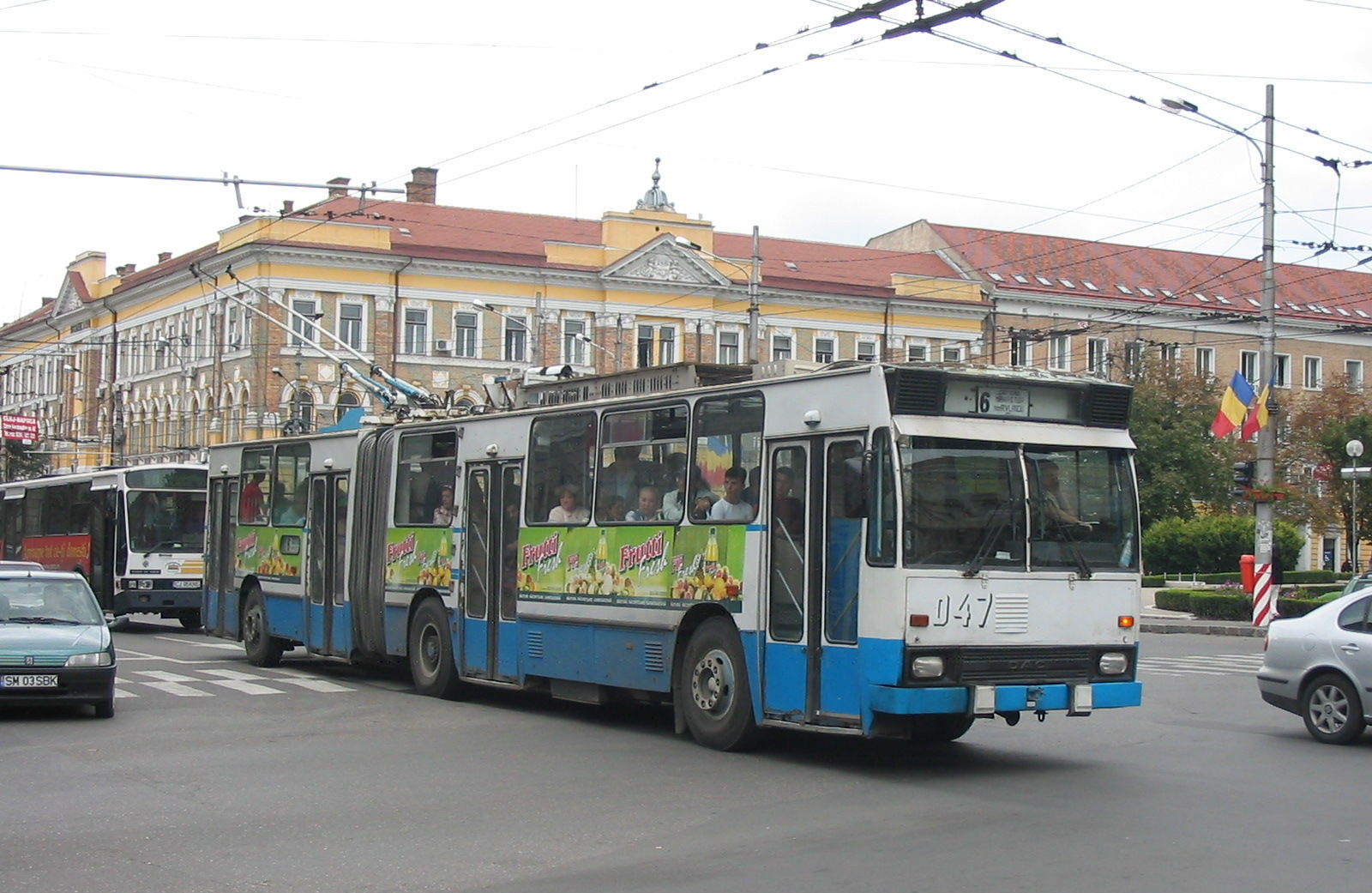
Troleibuz DAC 217E
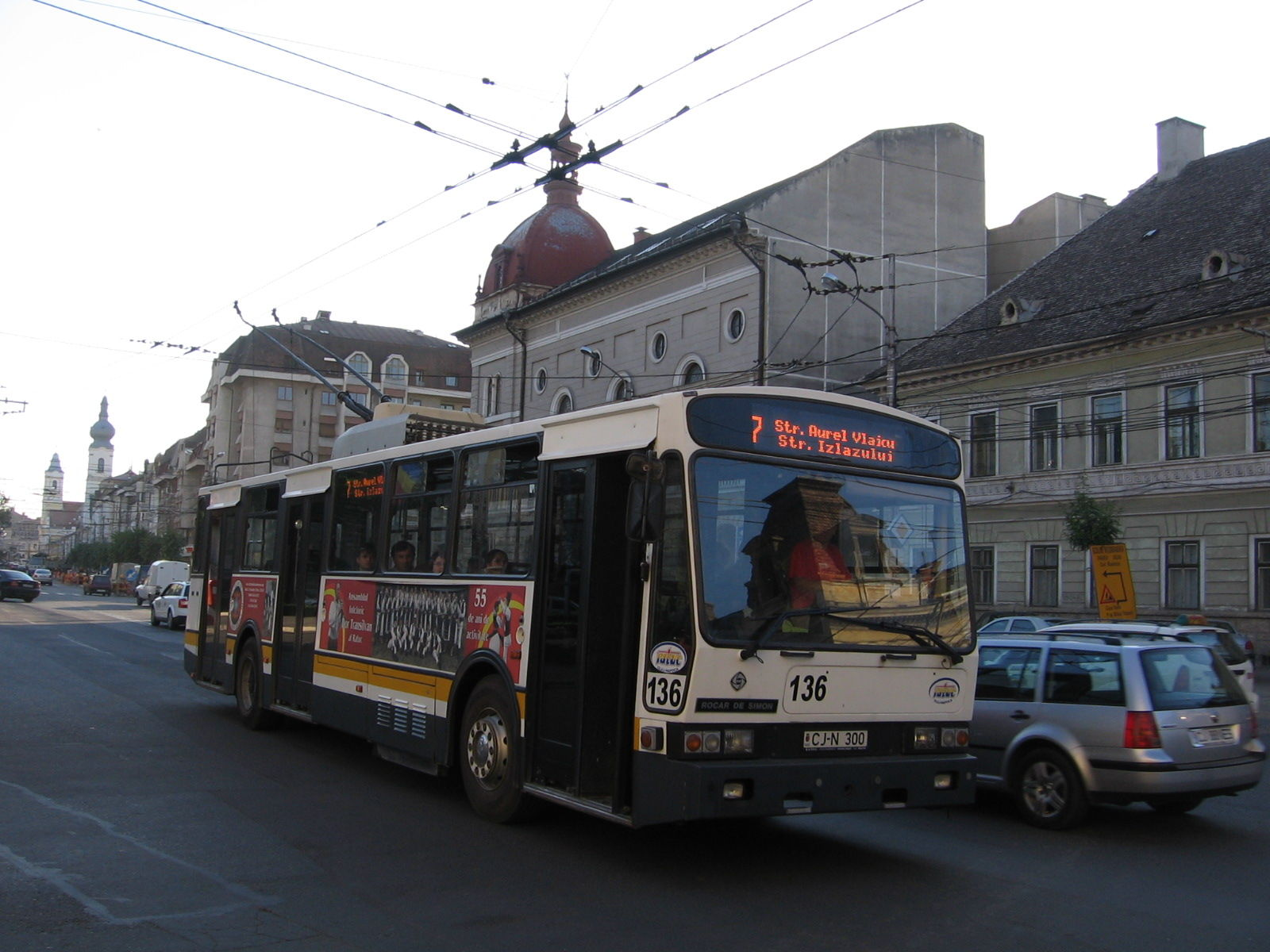
Troleibuz Rocar De Simon 412E
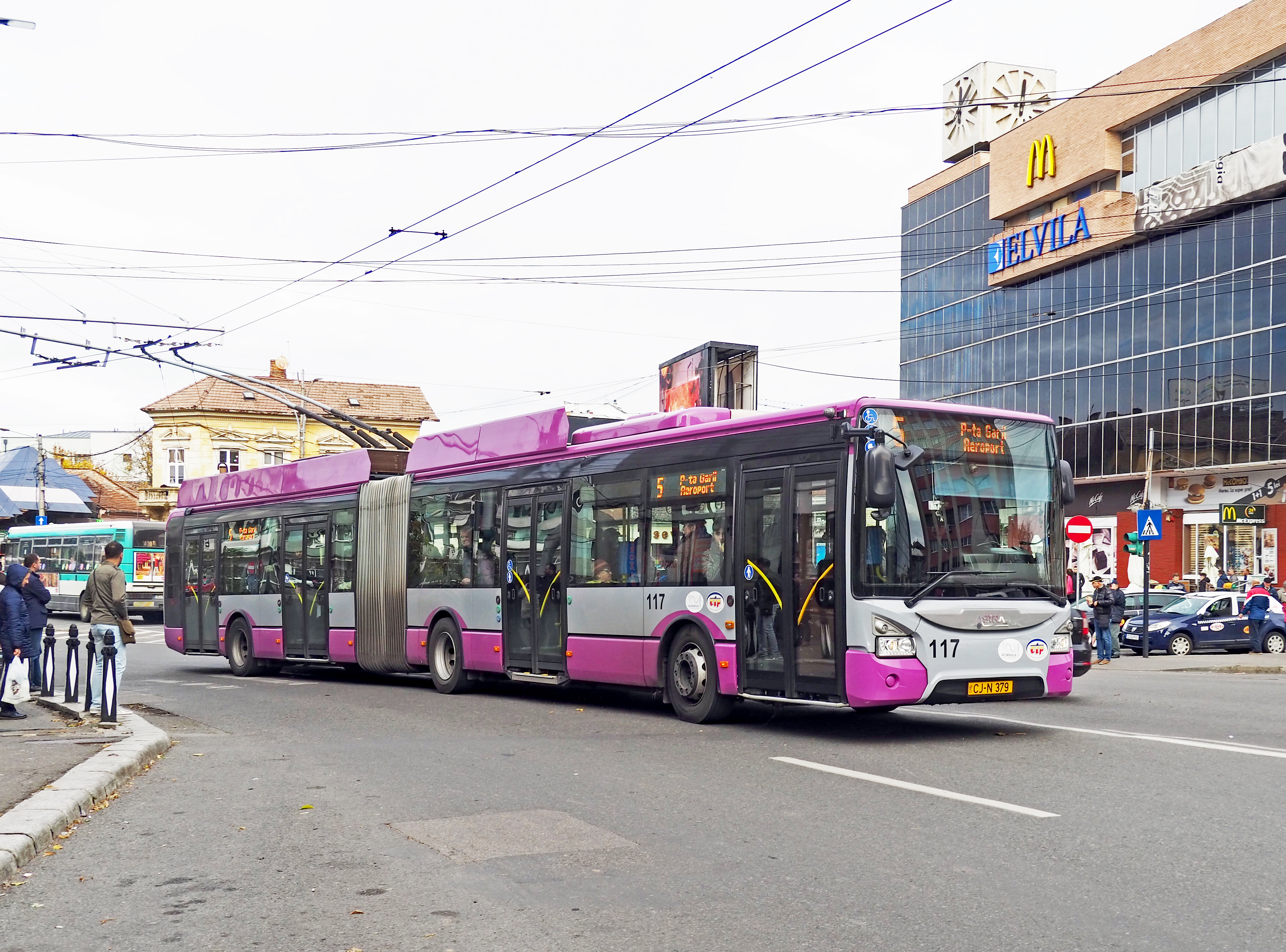
Troleibuz Astra Town 118